# Средско
Средско (болг. Средско) — село в Болгарии. Находится в Кырджалийской области, входит в общину Кирково. Население составляет 130 человек.

## Политическая ситуация
В местном кметстве Средско, в состав которого входит Средско, должность кмета (старосты) исполняет Шукрю Юсеин Осман (Движение за права и свободы (ДПС)) по результатам выборов правления кметства.
Кмет (мэр) общины Кирково — Шукран Кязим Идриз (Движение за права и свободы (ДПС)) по результатам выборов в правление общины.